# Baustahl
Baustähle sind Stähle für den Stahl- und den Maschinenbau. Baustähle machen zusammen mit Betonstählen über die Hälfte der weltweiten Stahlproduktion aus.

## Allgemeines
Die am häufigsten verwendeten Sorten gehörten ursprünglich in die Kategorie der Grundstähle (BS). Diese ist nach EN 10020 Begriffsbestimmung für die Einteilung der Stähle mit den unlegierten Stählen zusammengelegt. Sie sind meist niedrig legiert und nur teilweise wärmebehandelt (wenn wärmebehandelt, dann häufig normalisiert, auch Normalglühen genannt). Daraus ergeben sich mäßig gute Eigenschaften (die aber für viele Anwendungen ausreichend sind) bei einem günstigen Preis.
Die Unterscheidung zwischen Bau- und Qualitätsstählen (QS) ist aufgrund des technischen Fortschritts heute nicht mehr angebracht, da zwischen der Einteilung nach Zusammensetzung und technischen Parametern einerseits und nach Verwendungszweck andererseits unterschieden wird. Auch legierte Edelstähle finden beispielsweise als Baustähle Verwendung.
Im Allgemeinen zählen so gut wie alle kohlenstoffarmen Stähle zu den Baustählen. Bei den kohlenstoffreicheren Sorten sind die Grenzen fließend und nicht anhand dieser Faustformel zu bestimmen. Nach den neuen EN-Normen sind Baustähle alle Stähle, die nicht unmittelbar als Werkzeugstahl verwendet werden. Baustähle sind schweißbar und können spannungsarm geglüht werden. Feinkornbaustahl eignet sich besonders gut zum Verschweißen und besitzt eine höhere Zugfestigkeit.
Betonstahl, der als Bewehrung in Stahlbeton eingesetzt wird bzw. Spannstahl im Spannbeton zählen nach der neuen Systematik nicht zu den Baustählen.
In der Gliederung der Stähle nach EN 10027-1 Bezeichnungssysteme für Stähle – Teil 1: Kurznamen bekommen sie das Vorsatzzeichen S für „Structural Steel“ (Stähle für den Stahlbau) und E für Maschinenbaustahl. Die nachfolgende Zahl gibt die Streckgrenze (Re) in N/mm² bzw. MPa an. Es ist jedoch die Dickenabhängigkeit der mechanischen Eigenschaften zu beachten: So hat ein S235 im Nenndickenbereich ≤ 16 mm eine Streckgrenze Re = 235 N/mm², im Nenndickenbereich > 200 mm ≤ 250 mm jedoch nur noch eine Streckgrenze Re = 175 N/mm².
Übliche Bezeichnungen sind z. B.
- S235JR+AR (Ausgabe EN 10025-2:2019–10, früher S235JRG2, noch früher St 37-2, Werkstoffnummer 1.0036 bis 1.0038, frühere Bezeichnung nach EU 25-72 auch Fe 360 B)
- S355J2+N (Ausgabe EN 10025-2:2019–10, früher S355J2G3, noch früher St 52-3 N, Werkstoffnummer 1.0577 bzw. 1.0570, frühere Bezeichnung nach EU 25-72 auch Fe 510 D1)

## EN 10025
Die Baustahlsorten sind in EN 10025 genormt.

### EN 10025-1 Warmgewalzte Stähle aus Baustählen – Teil 1: Allgemeine technische Lieferbedingungen
Unter der Hauptnummer EN 10025 wurden die früheren Europäischen Norman für unlegierte Baustähle (EN 10025), normalgeglühte / normalisierend gewalzte und thermomechanisch gewalzte schweißgeeignete Feinkornbaustähle (EN 10113), Baustähle mit höherer Streckgrenze im vergüteten Zustand (EN 10137) und wetterfeste Baustähle (EN 10155) in sechs Teilen zusammengeführt.

### EN 10025-2 Warmgewalzte Stähle aus Baustählen – Teil 2: Technische Lieferbedingungen für unlegierte Baustähle
| Bezeichnung                                                                                 | Bezeichnung     | Desoxidationsart b |
| nach EN 10027-1 und CR 10260                                                                | nach EN 10027-2 | Desoxidationsart b |
| ------------------------------------------------------------------------------------------- | --------------- | ------------------ |
| S235JR                                                                                      | 1.0038          | FN                 |
| S235J0                                                                                      | 1.0114          | FN                 |
| S235J2                                                                                      | 1.0117          | FF                 |
| S275JR                                                                                      | 1.0044          | FN                 |
| S275J0                                                                                      | 1.0143          | FN                 |
| S275J2                                                                                      | 1.0145          | FF                 |
| S355JR                                                                                      | 1.0045          | FN                 |
| S355J0                                                                                      | 1.0553          | FN                 |
| S355J2                                                                                      | 1.0577          | FF                 |
| S355K2                                                                                      | 1.0596          | FF                 |
| S450J0l                                                                                     | 1.0590          | FF                 |
| b FN: unberuhigter Stahl nicht zulässig, FF: vollberuhigter Stahl l nur für Langerzeugnisse |                 |                    |

Die aufgeführten Sorten sind unlegierte Qualitätsstähle nach EN 10020, lieferbare Gütegruppen: JR: Kerbschlagarbeit 27 J bei 20 °C; J0: Kerbschlagarbeit 27 J bei 0 °C; J2: Kerbschlagarbeit 27 J bei −20 °C; K2: Kerbschlagarbeit 40 J bei −30 °C (Dieser Wert entspricht 27 J bei −30 °C – siehe Eurocode 3.) Lieferzustände: „+N“ normalgeglüht; „+AR“ wie gewalzt; „+M“ thermomechanisch gewalzt.
| Bezeichnung                                                         | Bezeichnung     | Desoxidationsart b |
| nach EN 10027-1 und CR 10260                                        | nach EN 10027-2 | Desoxidationsart b |
| ------------------------------------------------------------------- | --------------- | ------------------ |
| S185                                                                | 1.0035          | freigestellt       |
| E295                                                                | 1.0050          | FN                 |
| E335                                                                | 1.0060          | FN                 |
| E360                                                                | 1.0070          | FN                 |
| b freigestellt: nach Wahl des Herstellers; FN: vollberuhigter Stahl |                 |                    |

Die aufgeführten Sorten sind unlegierte Qualitätsstähle nach EN 10020. Lieferzustände: „+N“ normalisiert (normalized), „+AS“ wie gewalzt (as rolled), „+M“ thermomechanisch umgeformt

### EN 10025-3 Warmgewalzte Stähle aus Baustählen – Teil 3: Technische Lieferbedingungen für normalgeglühte / normalisierend gewalzte schweißgeeignete Feinkornbaustähle
| Bezeichnung                  | Bezeichnung     |
| nach EN 10027-1 und CR 10260 | nach EN 10027-2 |
| ---------------------------- | --------------- |
| S275N                        | 1.0490          |
| S275NL                       | 1.0491          |
| S355N                        | 1.0545          |
| S355NL                       | 1.0546          |
| S420N                        | 1.8902          |
| S420NL                       | 1.8912          |
| S460N                        | 1.8901          |
| S460NL                       | 1.8903          |

Die aufgeführten Sorten S275 und S355 sind unlegierte Qualitätsstähle, die Sorten S420 und S460 legierte Edelstähle nach EN 10020, lieferbare Gütegruppen: N: Nachweis der Kerbschlagarbeit bei −20 °C; NL: Nachweis der Kerbschlagarbeit bei −50 °C

### EN 10025-4 Warmgewalzte Stähle aus Baustählen – Teil 4: Technische Lieferbedingungen für thermomechanisch gewalzte schweißgeeignete Baustähle
| Bezeichnung                  | Bezeichnung     |
| nach EN 10027-1 und CR 10260 | nach EN 10027-2 |
| ---------------------------- | --------------- |
| S275M                        | 1.8818          |
| S275ML                       | 1.8819          |
| S355M                        | 1.8823          |
| S355ML                       | 1.8834          |
| S420M                        | 1.8825          |
| S420ML                       | 1.8836          |
| S460M                        | 1.8827          |
| S460ML                       | 1.8838          |
| S500M                        | 1.8829          |
| S500ML                       | 1.8839          |

Die aufgeführten Sorten sind legierte Edelstähle nach EN 10020 (Ausnahme S275: unlegierter Stahl), lieferbare Gütegruppen: M: Nachweis der Kerbschlagarbeit bei −20 °C; ML: Nachweis der Kerbschlagarbeit bei −50 °C

### EN 10025-5 Warmgewalzte Stähle aus Baustählen – Teil 5: Technische Lieferbedingungen für wetterfeste Baustähle
| Bezeichnung                                                       | Bezeichnung     | Desoxidationsart a |
| nach EN 10027-1 und CR 10260                                      | nach EN 10027-2 | Desoxidationsart a |
| ----------------------------------------------------------------- | --------------- | ------------------ |
| S235J0W                                                           | 1.8958          | FN                 |
| S235J2W                                                           | 1.8961          | FF                 |
| S355J0WP                                                          | 1.8945          | FN                 |
| S355J2WP                                                          | 1.8946          | FF                 |
| S355J0W                                                           | 1.8959          | FN                 |
| S355J2W                                                           | 1.8965          | FF                 |
| S355K2W                                                           | 1.8967          | FF                 |
| a FN: unberuhigter Stahl nicht zulässig, FF: vollberuhigter Stahl |                 |                    |

zu den aufgeführten Sorten lieferbare Gütegruppen: J0: Kerbschlagarbeit 27 J bei 0 °C; J2: Kerbschlagarbeit 27 J bei −20 °C; K2: Kerbschlagarbeit 40 J bei −30 °C (Dieser Wert entspricht 27 J bei −30 °C – siehe Eurocode 3.) Lieferzustände: „+N“ normalgeglüht; „+AR“ wie gewalzt; „+M“ thermomechanisch gewalzt; W und WP: Unterscheidung hauptsächlich im Phosphorgehalt

### EN 10025-6 Warmgewalzte Stähle aus Baustählen – Teil 6: Technische Lieferbedingungen für Flacherzeugnisse aus Stählen mit höherer Streckgrenze im vergüteten Zustand
| Bezeichnung                  | Bezeichnung     |
| nach EN 10027-1 und CR 10260 | nach EN 10027-2 |
| ---------------------------- | --------------- |
| S460Q                        | 1.8908          |
| S460QL                       | 1.8906          |
| S460L1                       | 1.8916          |
| S500Q                        | 1.8924          |
| S500QL                       | 1.8909          |
| S500L1                       | 1.8984          |
| S550Q                        | 1.8904          |
| S550QL                       | 1.8926          |
| S550L1                       | 1.8986          |
| S620Q                        | 1.8914          |
| S620QL                       | 1.8927          |
| S620L1                       | 1.8987          |
| S690Q                        | 1.8931          |
| S690QL                       | 1.8928          |
| S690L1                       | 1.8988          |
| S890Q                        | 1.8940          |
| S890QL                       | 1.8923          |
| S890L1                       | 1.8925          |
| S960Q                        | 1.8941          |
| S960QL                       | 1.8933          |
| S960L1                       | 1.8934          |

Die aufgeführten Sorten sind legierte Edelstähle nach EN 10020, lieferbare Gütegruppen: Q: Nachweis der Kerbschlagarbeit bei −20 °C; QL: Nachweis der Kerbschlagarbeit bei −40 °C; L1: Nachweis der Kerbschlagarbeit bei −60 °C

## DIN 17100
Die Bezeichnungen nach DIN 17100 mit den Vorsatzbuchstaben „St“ (St 37 bedeutete Zugfestigkeit 37 kp/mm²) sind veraltet und sollten nicht mehr verwendet werden. Sie sind jedoch im Sprachgebrauch noch weit verbreitet.
| Stahlsorte                                                                       | Stahlsorte      | Stahlsorte      | Desoxidationsart 1) |
| Kurzname                                                                         | Werkstoffnummer | Werkstoffnummer | Desoxidationsart 1) |
| Kurzname                                                                         | neu             | früher          | Desoxidationsart 1) |
| -------------------------------------------------------------------------------- | --------------- | --------------- | ------------------- |
| St 33                                                                            | 1.0035          | 1.0033          | freigestellt        |
| St 37-2                                                                          | 1.0037          | -               | freigestellt        |
| USt 37-2                                                                         | 1.0036          | 1.0112          | U                   |
| RSt 37-2                                                                         | 1.0038          | 1.0114          | R                   |
| St 37-3                                                                          | 1.0116          | 1.0116          | RR                  |
| St 44-2                                                                          | 1.0044          | -               | R                   |
| St 44-3                                                                          | 1.0144          | -               | RR                  |
| St 52-3                                                                          | 1.0570          | 1.0841          | RR                  |
| St 50-2                                                                          | 1.0050          | 1.0532          | R                   |
| St 60-2                                                                          | 1.0060          | 1.0542          | R                   |
| St 70-2                                                                          | 1.0070          | 1.0632          | R                   |
| 1) U unberuhigt, R beruhigt (einschließlich halbberuhigt), RR besonders beruhigt |                 |                 |                     |

Die Zusätze nach der Zugfestigkeit bedeuteten: „-2“ Gütegruppe 2 Prüftemperatur für die Kerbschlagarbeit 27 J bei +20 °C, „-3“ Gütegruppe 3 Prüftemperatur für die Kerbschlagarbeit 27 J bei ±0 °C für den Lieferzustand „U“ (unbehandelt) bzw. Prüftemperatur für die Kerbschlagarbeit 27 J bei −20 °C für den Lieferzustand „N“ (normalgeglüht). Weitere Nachsetzzeichen für den Lieferzustand: „U“ unbehandelt; „N“: normalgeglüht; in der Norm findet sich eine tabellierte Zuordnung der (Regel-)Lieferzustände zu den Stahlsorten, so dass z. B. auch ohne nachgestelltes „N“ ein Stahl durchaus normalgeglüht sein kann. USt 37-2 N: unberuhigt vergossener Stahl der Festigkeit 37 kp/mm² mit Kerbschlagarbeit nach Gütegruppe 2 im normalgeglühten Lieferzustand.
Bei Profilen (z. B. U, L, I, T, Z) aus unberuhigt vergossenen Stählen ist das Schweißen in den Profilrundungen nicht zulässig, da sich hier rißanfällige Seigerungszonen (Phosphor, Schwefel) befinden.

## Eigenschaften

### Stoffrelevante Kennwerte
| Streckgrenze (Dehngrenze) | 185–355 N/mm² |
| Zugfestigkeit             | 340–510 N/mm² |
| Bruchdehnung              | 18–26,1 %     |
| E-Modul                   | 210 GPa       |
| Schubmodul                | 81000 N/mm²   |
| Emissivität               | 0,7           |
| Querdehnzahl              | 0,3           |